# Slawsk
Slawsk (russisch Славск), bis 1946 deutsch Heinrichswalde (litauisch Gastos), ist eine Kleinstadt in der russischen Oblast Kaliningrad. Sie ist Verwaltungszentrum der kommunalen Selbstverwaltungseinheit Stadtkreis Slawsk im Rajon Slawsk. Der Ort hat 4153 Einwohner (Stand 1. Oktober 2021). Der heutige Name Slawsk leitet sich vom russischen Wort Slawa (Ruhm) ab, frei übersetzt ruhmreiche Stadt.

## Lage
Die Ortschaft liegt in der historischen Region Ostpreußen, 15 km südwestlich von Tilsit (Sowjetsk) und der Grenze zu Litauen. Der Ort ist Zentrum der Region Elchniederung, einer Moorregion am Kurischen Haff.

## Geschichte
Der Ort ist seit 1292 bekannt. 1657 erhielt ihn Heinrich Ehrentreich von Halle (daher der Ortsname) vom Großen Kurfürsten übereignet. Das Rittergut, unweit der 1686 erbauten Kirche, wurde 1738 Domäne und später wieder privatisiert. Im Jahr 1785 wird Heinrichswalde als ein Dorf mit einer Kirche, einer Windmühle und 57 Feuerstellen (Haushaltungen) beschrieben.
Heinrichswalde wurde 1818 Verwaltungszentrum mit Landratssitz des neugegründeten preußischen Kreises Niederung (ab 1938 Elchniederung) im Regierungsbezirk Gumbinnen. 1939 war die Erhebung zur Stadt eingeleitet worden, was jedoch durch den Kriegsausbruch verhindert wurde. 1891 erfolgte der Anschluss an die Eisenbahnstrecke Tilsit–Königsberg, was zum wirtschaftlichen Aufschwung des Marktortes beitrug. Die Milchwirtschaft mit Rinderzucht, Molkereien und Produktion von Tilsiter Käse florierte. Salz- und schwefelhaltige Quellen wurden entdeckt, ein „Salz- und schwefelhaltiges Sonnen- und Liegebad“ entstand. Am Anfang des 20. Jahrhunderts war Heinrichswalde der Hauptort des Kreises Niederung. Es hatte eine evangelische Kirche, das Amtsgericht Heinrichswalde und eine Zementwarenfabrik und wurde wegen der nahegelegenen Nadelwälder als Luftkurort besucht. Heinrichswalde durfte sich „Klimatischer Kurort“ und „Gartenstadt“ nennen. Es war Ausflugsziel insbesondere für das nahe Tilsit.
1945 gehörte Heinrichswalde zum Landkreis Elchniederung im Regierungsbezirk Gumbinnen der Provinz Ostpreußen des Deutschen Reichs.
Während des Zweiten Weltkriegs wurde Heinrichswalde mit dem Kreis Elchniederung im Oktober 1944 vor Anmarsch der Roten Armee evakuiert, zunächst nur bis in den Kreis Heiligenbeil. Am 20. Januar 1945 besetzten sowjetische Truppen den Ort. Die Entwässerungsanlagen wurden verwüstet, das umgebende Land versumpfte. Der letzte Gutsbesitzer aus der Familie Bierfreund kam 1945 auf der Flucht um.
Nach Kriegsende wurde Heinrichswalde im Sommer 1945 von der sowjetischen Besatzungsmacht mit der nördlichen Hälfte Ostpreußens unter sowjetische Verwaltung gestellt und der Oblast Kaliningrad zugeordnet. 1946 erhielt der Ort das Stadtrecht unter dem heutigen Namen.

### Slawskoje gorodskoje posselenije 2008–2015

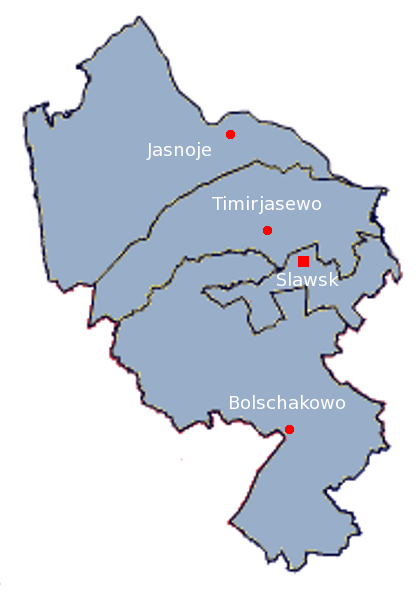
Lage der städtischen Gemeinde Slawskoje gorodskoje posselenije inmitten des Rajons Slawsk

Die städtische Gemeinde Slawskoje gorodskoje posselenije (ru. Славское городское поселение) wurde im Jahr 2008 eingerichtet. Die Stadt Slawsk war namensgebender Ort und Verwaltungssitz der Gemeinde mit weiteren sechs Siedlungen und insgesamt 6266 Einwohnern (Stand 2010), die auf einer Fläche von 106 km² wohnten (mehr als zwei Drittel von ihnen in der Stadt Slawsk). Ende 2015 wurde die Gemeinde aufgelöst und deren Orte in den Stadtkreis Slawsk eingegliedert.
Zu Slawskoje gorodskoje posselenije gehörten neben der Stadt Slawsk sechs Siedlungen, die vorher zum Dorfbezirk Gastellowski selski okrug gehörten.
| Ortsname                   | deutscher Name              |
| -------------------------- | --------------------------- |
| Gastellowo (Гастеллово)    | Groß Friedrichsdorf         |
| Maiskoje (Майское)         | O.F. Schnecken              |
| Prigorodnoje (Пригородное) | Sandfluß/Lindental          |
| Priosjorje (Приозёрье)     | Argelothen/Argendorf        |
| Sosnowoje (Сосновое)       | Waldkrug, Stadtkreis Tilsit |
| Sosnjaki (Сосняки)         | Peterswalde                 |

### Bevölkerungsentwicklung
bis 1945
| Jahr | Anzahl | Anmerkungen                                                                 |
| ---- | ------ | --------------------------------------------------------------------------- |
| 1816 | 0.248  | davon 150 im Dorf und 98 auf dem Rittergut                                  |
| 1852 | 0.862  | davon 711 im Dorf und 151 auf dem Rittergut                                 |
| 1861 | 0.975  | im Dezember, davon 868 im Dorf, 98 auf dem Rittergut und neun bei der Mühle |
| 1885 | 1.592  | [ 9 ]                                                                       |
| 1900 | 2.257  | meist Evangelische                                                          |
| 1925 | 2.581  | [ 10 ]                                                                      |
| 1933 | 3.180  | [ 9 ]                                                                       |
| 1939 | 3.467  | [ 9 ]                                                                       |

seit 1945
| Jahr | Einwohner |
| ---- | --------- |
| 1959 | 3.862     |
| 1970 | 4.053     |
| 1979 | 4.410     |
| 1989 | 4.682     |
| 2002 | 5.172     |
| 2010 | 4.614     |
| 2021 | 4.153     |

Anmerkung: Volkszählungsdaten

## Wirtschaft und Verkehr

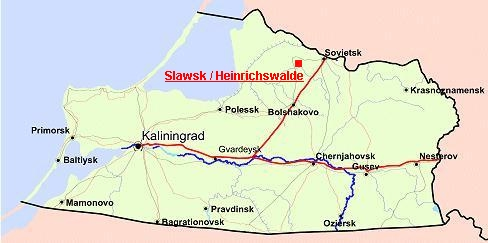

Slawsk liegt seit 1891 an der Bahnstrecke Kaliningrad–Sowetsk (Königsberg–Tilsit) und ist über die A216 (Russland) (einstige Reichsstraße 138, heute auch Europastraße 77) über den Abzweig Nowokolchosnoje (Sandlauken, 1938–1946 Sandfelde) und auch  die R513 (Russland) erreichbar. Außerdem verbinden Nebenstraßen die Stadt mit Sowetsk und Gastellowo (Groß Friedrichsdorf) im Umland.

## Kirche

### Evangelisch

#### Kirchengebäude

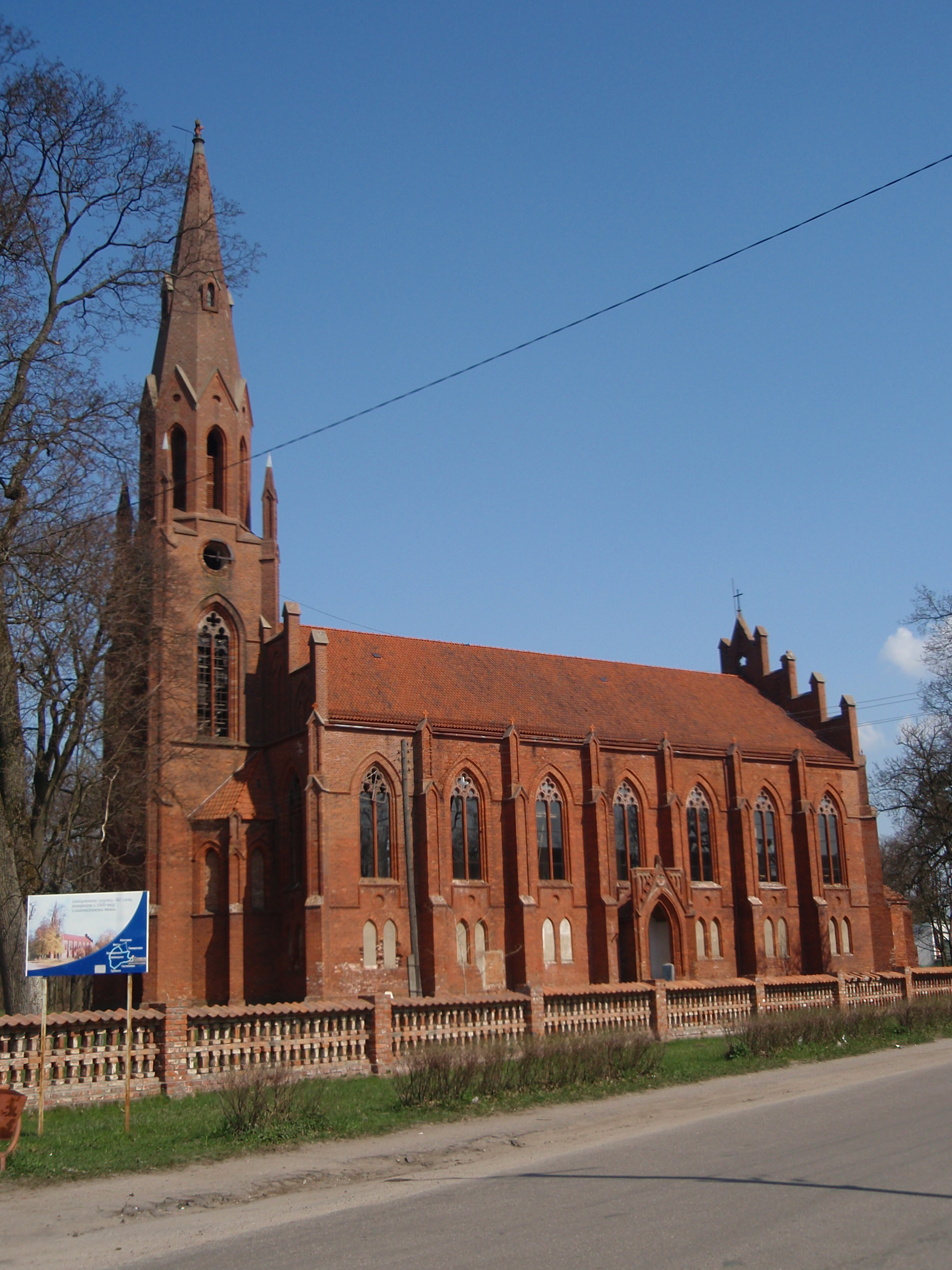
Ehemalige Evangelische Kirche (2011)

Die evangelische Kirche an der ul. Sowetskaja wurde 1867–1869 mit hohem Turm im Stil der Neogotik errichtet. Der Vorgängerbau, eine Fachwerkkirche, stammte von 1686–1694. Schnitzwerk aus der alten Kirche wurde in die neue übernommen. Die gesamte Inneneinrichtung der Kirche wurde 1945 und danach zerstört, auch der Bau selber befand sich im Verfall. Nach 1990 wurde er mit erheblicher deutscher Hilfe erneuert, besonders durch die Kreisgemeinschaft Elchniederung. Leider sind Teile der Inneneinrichtung bereits wieder entwendet und Fenster zerstört worden. Die Kirche wurde 2011 durch die Russisch-Orthodoxe Kirche übernommen, die sie jedoch wieder aufgab und am 6. März 2013 dem städtischen Touristeninformationszentrum ohne Gegenleistung überließ.

#### Kirchengemeinde
Heinrichswalde war bis 1944 ein Kirchspiel mit 30 angeschlossenen Orten. Die Kirchengemeinde war am 27. Februar 1686 gegründet worden. Sie gehörte anfangs zur Inspektion Tilsit, bis 1945 dann zum Kirchenkreis Niederung/Elchniederung innerhalb der Kirchenprovinz Ostpreußen der Kirche der Altpreußischen Union. Die Einwohnerschaft ist 1944 vollständig evakuiert worden. Nach 1990 hat sich wieder eine kleine evangelische Gemeinde aus Russlanddeutschen gebildet, die 1993 die ehemalige evangelische Pfarrkirche übernahm, sie 2011 aber wieder abgab, weil der Gebäudeunterhalt die finanziellen Möglichkeiten der Gemeinde übersteigt. Der evangelische Gottesdienst findet jetzt nicht mehr in der Kirche, sondern nur noch in einer zu einem Gemeindehaus ausgebauten Scheune statt. Der Gemeinde gelang es, den Taufstein aus der Kirche des zur Sowjetzeit untergegangenen Dorfs Inse am Kurischen Haff in der Elchniederung für sich zu retten und in der Scheune aufzustellen. Slawsk ist Pfarrsitz und namensgebend für eine der vier Kirchenregionen in der Propstei Kaliningrad der Evangelisch-lutherischen Kirche Europäisches Russland.

### Orthodox
1995 hat die Russisch-orthodoxe Kirche an der ul. Sowetskaja in Slawsk ein eigenes Gotteshaus errichtet. Es wurde dem Heiligen Johannes von Kronstadt geweiht. Die Ortsgemeinde gehört zur Diözese Kaliningrad und Baltijsk der russisch-orthodoxen Kirche.

### Katholisch
Ebenfalls an der ul. Sowetskaja steht ein römisch-katholisches Gotteshaus in Form eines schlichten, ehemals wohl als Wohnhaus genutzten Gebäudes. Das Gotteshaus ist der Heiligen Franziska von Rom geweiht.

## Sehenswürdigkeiten
Ein kleines Deutsch-Russisches Museum zeigt Erinnerungsstücke früherer deutscher Einwohner.

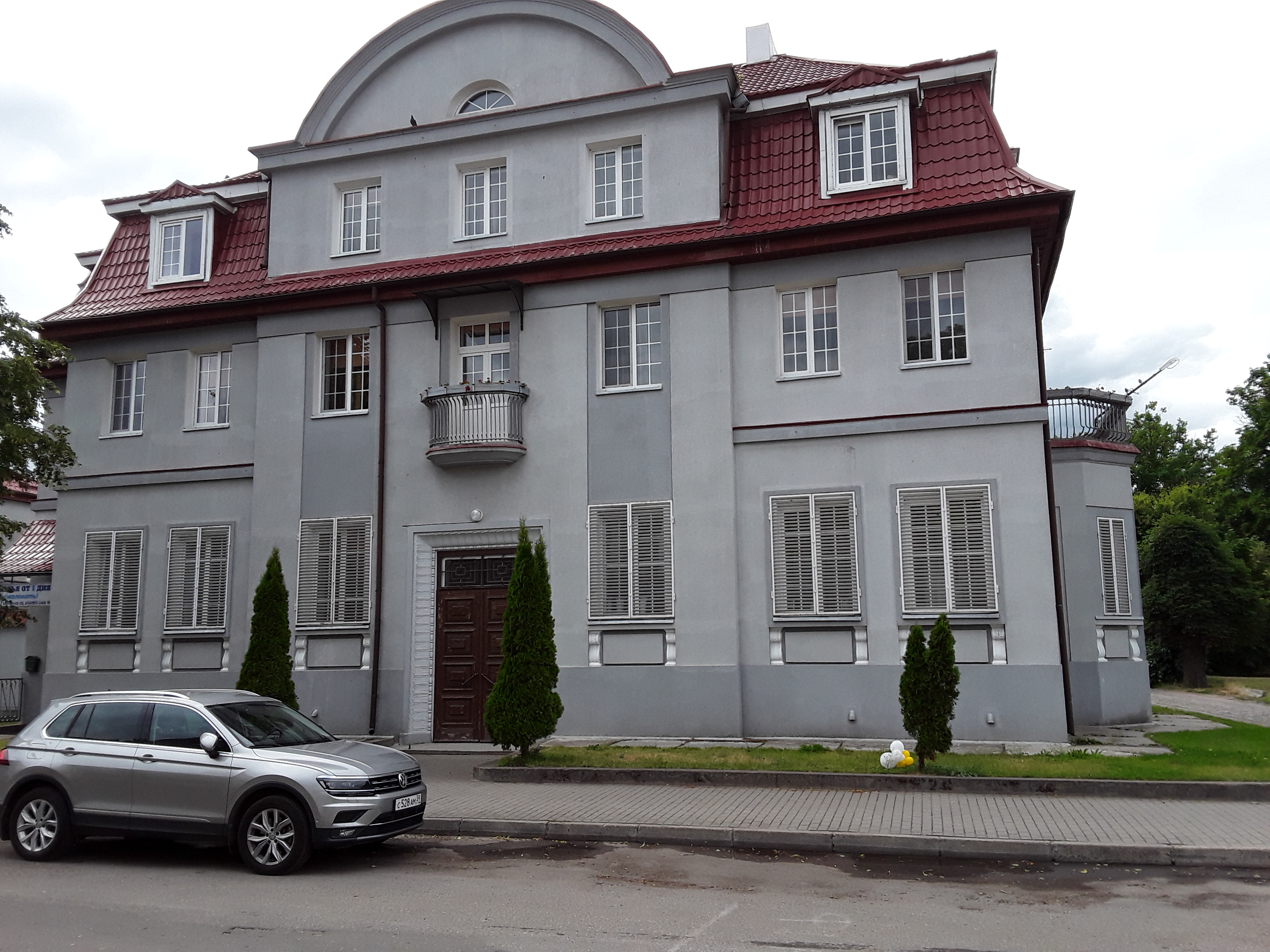
Frühere Kreissparkasse in der Friedrichstraße
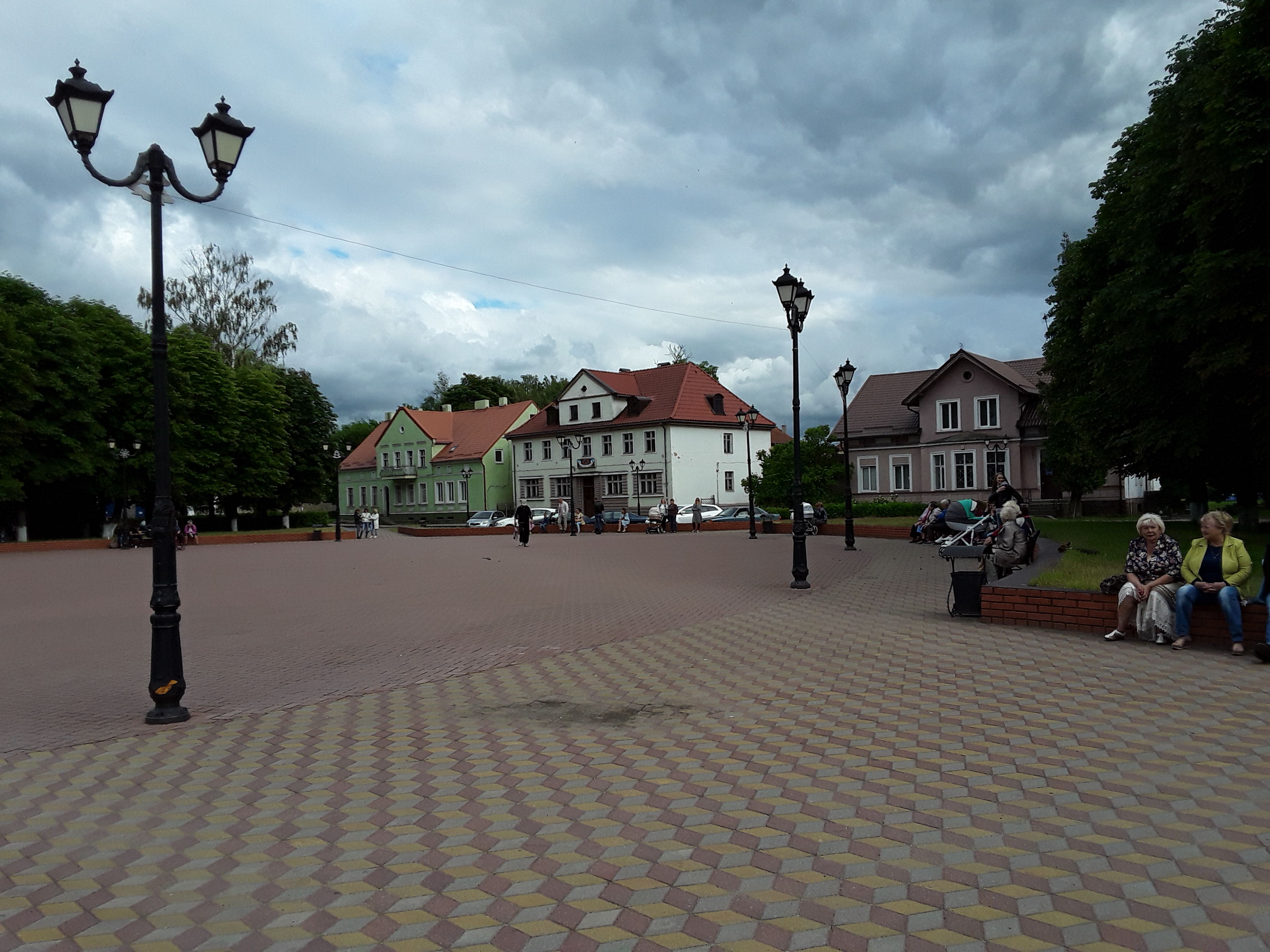
Ehemalige Friedrichstraße

## Söhne und Töchter der Gemeinde
- August von Steinberg-Skirbs (1816–1888), Sanitätsoffizier, Chef von drei Marinesanitätsdiensten
- Moritz Schneller (1834–1896), Augenarzt in Danzig
- Bernhard Schlick (1841–1909), MdR
- Hans Peter Weszkalnys (1867–1946), Architekt
- Ernst Siehr (1869–1945), DDP-Politiker, MdR, Oberpräsident von Ostpreußen
- Hans-Wolfgang Schimmelpfennig (1889–1966), Wirtschaftsjurist
- Arthur Ewert (1890–1959), KPD-Politiker, MdR
- Andrei Woronkow (* 1967), russischer Volleyballer, Silbermedaillengewinner bei der Volleyball-Weltliga 1998[18]